# Kannon an der Bucht von Tōkyō
Die Kannon an der Bucht von Tōkyō (japanisch 東京湾観音 Tōkyō-wan Kannon) ist eine freistehende, monumentale Kannon-Skulptur auf einer Anhöhe in Futtsu (Präfektur Chiba) nahe Tōkyō.

## Geschichte
Die Kannon an der Tōkyō-Bucht ließ der Unternehmer Masae Usami (宇佐美 政衛) in Erinnerung an die Zerstörungen im Pazifikkrieg und zum Gedenken an den Weltfrieden 1961 an seinem Heimatort errichten. Die Kannon wurde vom Bildhauer und mehrfachen Preisträger Hasegawa Kō (長谷川 昴; 1909－2012), der aus der Präfektur Chiba stammte, in Anlehnung an die berühmte Welterlöser-Kannon (救世 観音 Kyūse Kannon) im Yumedono des Hōryū-ji gestaltet. Sie ist in den unteren Partien etwas anders ausgeführt und trägt statt eines Wasserbehälters (水瓶 Suibyo) eine Kugel in den Händen. Zudem verschränkt sie im Unterschied zum Vorbild die Arme, damit diese zwei kleine Plattformen aufnehmen, auf die Besucher hinaustreten können.

## Die Anlage
Die Kannon ist innen zugänglich. Dort sind Werke von Hasegawa ausgestellt. Eine Wendeltreppe führt über 324 Stufen hinauf nach oben. Man kann oberhalb der Hüfte der Figur nach außen treten und hat dann einen weiten Blick über die Bucht von Tōkyō. Bei gutem Wetter kann man in der Ferne den Berg Fuji sehen.
Ein Verein und die Firma des Stifters betreuen das Monument. Für den Aufstieg im Inneren wird eine Gebühr erhoben.

### Daten
- Höhe über der Erde: 56 m
- Fundament: 16 Pfeiler zu je 10 m Länge
- Masse: 4800 Tonnen, davon 280 Tonnen Stahl
- Stufen innen: 324
- Beteiligte Arbeiter: 12.000
- Eröffnung: 18. September 1961